# Anatololacerta budaki
Espèce
Synonymes
- Lacerta oertzeni budaki Eiselt & Schmidtler, 1986
- Anatololacerta oertzeni budaki (Eiselt & Schmidtler, 1986)
- Lacerta oertzeni finikensis Eiselt & Schmidtler, 1986

Anatololacerta budaki est une espèce de sauriens de la famille des Lacertidae.

## Répartition
Cette espèce est endémique du Sud de la Turquie.

## Étymologie
Cette espèce est nommée en l'honneur d'Abidin Budak (1943-).

## Publication originale
- Eiselt & Schmidtler, 1987 "1986" : Der Lacerta danfordi-Komplex. Spixiana, vol. 9, no 3, p. 289-328 (texte intégral).